# أدينا هوفمان
أدينا هوفمان (بالإنجليزية: Adina Hoffman)‏ (بالعبرية: עדינה הופמן‏) هي صحفية وكاتِبة إسرائيلية وأمريكية، ولدت في 1967.